# Vera Nikolić Podrinska
Vera Nikolić Podrinska (n. 8 iunie 1886, Zagreb, Regatul autonom Croația-Slavonia – d. 28 martie 1972, Zagreb, Republica Socialistă Croația, RSF Iugoslavia) a fost o pictoriță și baroneasă croată. 

## Biografie
Podrinska a fost fiica baronului Vladimir Nikolic și a baronesei Elle, născută Scotti. Nikolić a învățat să picteze alături de pictorul croat Mandurriao Iveković, începând cu 1900, iar în Paris, alături de Andre Lhote și Leo Junek. În 1917 a avut prima ei expoziție personală .
În 1944, pe proprietatea acesteia de pe strada Pantovčak, Zagreb, a fost amplasată o închisoare, de către guvernul din Statul Independent al Croației. În tabără au fost ținuți prizonieri piloți americani. Piloților li s-a permis să lucreze în podgoria lui Nikolić și să poată folosi proprietatea acesteia să joace tenis și să asculte muzică, printre alte activități.
După terminarea războiului, proprietatea acesteia a fost naționalizată sau cumpărată de către Partidul Comunist și  Vila Zagorje, o proprietate a liderului iugoslav Josip Broz, a fost construită. În 1957 a publicat cartea de călătorie Od Zagreba do Bangkoka (Din Zagreb spre Bangkok).
Nikolić a călătorit în Statele Unite ale Americii, în 1966, pentru a participa la o expoziție de artă a lucrărilor ei. A fost întâmpinată de mulți dintre foștii deținuți care au fost ținuti prizonieri la moșia ei, în timpul celui de al Doilea Război Mondial.